# Light Cycle (jeu vidéo)
Pour les articles homonymes, voir Light et Cycle.
Light Cycle est un jeu vidéo basé sur des courses de Light Cycle et édité par l'entreprise Personal Software Services.
Le jeu est disponible sur ZX Spectrum 16 K et BBC Micro.

## Description
Dans une bataille mortelle dans une course de Light Cycle, vous êtes aux commandes Light Cycle et devez le guider dans les limites d'un carré, tout en laissant une trace derrière vous[incompréhensible]. L'ordinateur, ou un ami, possède également un Light Cycle et tentera de vous faire percuter une piste ou les limites du carré.

## Réception
Selon le magazine Crash, « le concept de Light Cycle est similaire à celui de Blind Alley où vous vous battez sur la grille avec un adversaire. Dans ce cas, il n'y a cependant que deux traînées, soit contre l'ordinateur, soit contre un deuxième joueur. Les graphismes sont plus simples mais plus efficaces ».